# Guru Agung II
Guru Agung II is een bestuurslaag in het regentschap Kaur van de provincie Bengkulu, Indonesië. Guru Agung II telt 497 inwoners (volkstelling 2010).